# Justicia periplocifolia
Justicia periplocifolia är en akantusväxtart som beskrevs av Nikolaus Joseph von Jacquin. Justicia periplocifolia ingår i släktet Justicia och familjen akantusväxter. Inga underarter finns listade i Catalogue of Life.